# Withius despaxi
Espèce
Withius despaxi est une espèce de pseudoscorpions de la famille des Withiidae.

## Distribution
Cette espèce est endémique d'Occitanie en France. Elle se rencontre vers Lectoure.

## Description
La femelle holotype mesure 3,8 mm.

## Étymologie
Cette espèce est nommée en l'honneur de Raymond Despax.

## Publication originale
- Vachon, 1937 : Trois nouveaux Pseudoscorpions de la région Pyrénéenne Française. Bulletin de la Société Zoologique de France, vol. 62, p. 39-44.